# Graham Gipson
Graham Chater Gipson (ur. 21 maja 1932 w Guildford, przedmieściu Perth, zm. 17 maja 2023 w Bayswater w Perth) – australijski lekkoatleta (sprinter), wicemistrz olimpijski z 1956.
Zdobył srebrny medal w sztafecie 4 × 400 metrów na igrzyskach olimpijskich w 1956 w Melbourne (sztafeta Australii biegła w składzie: Leon Gregory, David Lean, Gipson i Kevan Gosper). Na tych samych igrzyskach Gipson odpadł w eliminacjach biegu na 200 metrów i w ćwierćfinale biegu na 400 metrów.
Był mistrzem Australii w biegu na 440 jardów w 1953, wicemistrzem w biegach na 100 jardów i na 220 jardów w 1953, w biegach na 100 jardów i na 440 jardów w 1957 oraz w biegu na 440 jardów w 1958, a także brązowym medalistą w biegu na 220 jardów w 1957.
Dwukrotnie ustanawiał rekord Australii w sztafecie 4 × 400 metrów, doprowadzając go do wyniku 3:06,19 (1 grudnia 1956 w Melbourne).